# Jean Baptiste Bastiné
Jean Baptiste Bastiné, né le 13 mai 1783 à Louvain et mort le 14 janvier 1844 à Aix-la-Chapelle, est un peintre belge.

## Biographie
Jean-Baptiste Joseph Bastiné naît à Louvain le 13 mai 1783. Il se forme à l'académie des beaux-arts de Louvain,, où il obtient plusieurs prix entre 1801 et 1804. Il voyage ensuite à Paris où il poursuit sa formation comme élève de Jacques-Louis David,. 
Vers 1811-1812, il s'installe à Aix-la-Chapelle et y devient professeur de dessin,. Au cours de sa longue carrière d'enseignant, il forme des élèves tels qu'Auguste Chauvin, Alfred Rethel, Jacob Wiener et Thomas Vout. 
Il décède à Aix-la-Chapelle le 14 janvier 1844.

## Œuvre
« Peintre secondaire, il fut avant tout un excellent dessinateur ». Il se centre surtout sur la réalisation de scènes historiques et des portraits,.
Son autoportrait de 1830 forme partie des collections du musée M de Louvain,. Son Portrait de la famille Neuß est présent dans les collections du musée Suermondt-Ludwig.